# Saint-Laurent-les-Bains-Laval-d’Aurelle
Saint-Laurent-les-Bains-Laval-d’Aurelle község Franciaország Auvergne-Rhône-Alpes régiójában, Ardèche megyében. Új községként 2019. január 1-jén jött létre Saint-Laurent-les-Bains és Laval-d’Aurelle egyesítésével. Lakossága az egyesítéskor 183  fő volt. A két korábbi település az új község része lett. Lakosainak száma 184 fő (2022. január 1.).

## Népesség
| Lakosok száma | 177  | 174  | 172  | 176  | 180  | 184  |
|               | 2017 | 2018 | 2019 | 2020 | 2021 | 2022 |